# Charles Videgain
Pour les articles homonymes, voir Videgain.
Charles Videgain Castet ou Xarles Bidegain, né le 30 juin 1947 à Bayonne, est un linguiste spécialisé en lexicologie, dialectologie, ethnolinguistique et géolinguistique, un écrivain, professeur et académicien basque français de langue basque et française.

## Biographie
Charles Videgain est professeur en études basques à l'université de Pau et des Pays de l'Adour (UPPA). En 2009, il est responsable, avec Gotzon Aurrekoetxea, de la section « Atlasgintza » de l'Académie de la langue basque (Euskaltzaindia), une commission de travail chargée de la réalisation d'une cartographie de la répartition géographique des différents dialectes parlés au Pays basque. Il est, en plus, membre de la commission "Hiztegia Batua", qui travaille sur un dictionnaire normatif de la langue unifiée.
De 2007 à 2011, il est président du Bureau du Conseil National des Universités (CNU, Section 73, Cultures et Langues régionales).
19 décembre 2008, Txomin Peillen fut nommé membre émérite d'Euskaltzaindia, laissant son poste de membre titulaire à Charles Videgain à l'Académie de la langue basque.

### Articles publiés au musée basque et de l'histoire de Bayonne
- Ardi-Izenak. Analisi linguistiko eta morfologikoa.(les noms de brebis- analyse linguistique et morphologique) M. Aizpurua., Numéro 122 du BMB (Bulletin du Musée Basque), 1988, page 197 ;
- Le caractère des Basques : blasons populaires et littérature bleue, Numéro 106 du BMB (Bulletin du Musée Basque), 1984, page 189;
- Le vocabulaire de l’élevage en Pays d’Oztibarre. Contribution aux archives de l’oralité basque (Présentation de J. Haritschelhar), Numéro 131 du BMB (Bulletin du Musée Basque), 1991, page 61 ;
- Les récits de la menthe en domaine basque: un discours mythique sur le mariage? Congrès Ortzadar Pampelune, octobre 1993, Numéro 139 du BMB (Bulletin du Musée Basque), 1995, page 17 ;